# Linia Chamberlaina
Linia Chamberlaina – w radiologii, linia łącząca tylny brzeg podniebienia twardego z tylnym brzegiem otworu wielkiego.